# Harry Suhl
Harry Suhl (* 18. Oktober 1922 in Leipzig; † 3. März 2020) war ein deutsch-amerikanischer Physiker, der sich auf die statistische Mechanik, die Nichtgleichgewichtsthermodynamik und die Festkörperphysik, insbesondere die Supraleitung, spezialisiert hatte. Verschiedene Phänomene aus seinem Arbeitsgebiet sind nach ihm benannt, wie die Suhl-Instabilität, die Suhl-Nakamura-Wechselwirkung und die Abrikosov-Suhl-Resonanz.

## Frühes Leben und Werdegang
Harry Suhl war ein Sohn des Bernhard Suhl und der Klara Bergwerk. Der Familie glückte 1939 die Flucht vor der nationalsozialistischen Judenverfolgung nach England. Er erwarb 1943 einen B.Sc. an der University of Wales und 1948 einen Doktortitel in theoretischer Physik am Oriel College der Universität von Oxford.
Im Jahr 1948 trat er in die Bell Telephone Laboratories in Murray Hill, New Jersey, ein. Im Jahr 1960 wurde er zum Professor für Physik an der University of California, San Diego ernannt und 1991 zum Professor Emeritus befördert. Von 1965 bis 1968 und erneut von 1972 bis 1975 war er Vorsitzender des Fachbereichs Physik der UCSD und von 1980 bis 1991 Direktor des Instituts für reine und angewandte physikalische Wissenschaften der Universität.
Suhl war von 1955 bis 1976 Mitglied des Redaktionsausschusses von Physical Review und 1961 bis 1990 bei Solid State Communications und war Mitherausgeber mehrerer Standardwerke der Physik.

## Wissenschaftliche Beiträge
Mehrere von Suhl entdeckte oder erklärte Phänomene sind nach ihm benannt worden. Seine Erklärung nichtlinearer Effekte in der ferromagnetischen Resonanz ist als Suhlsche Instabilität bekannt, und eine der Hauptursachen für die Verbreiterung der Kernspinresonanz in magnetisch geordneten Medien ist als Suhl-Nakamura-Wechselwirkung bekannt.

## Publikationen (Auswahl)
- Mit George T. Rado: Magnetism. Volume III, Spin arrangements and crystal structure, domains, and micromagnetics, New York: Academic Press, 1963. OCLC 915343969
- Mit M. Brian Maple: Superconductivity in d- and f-band metals, New York: Academic Press, 1980. OCLC 6200216
- Mit David Langreth und University of California, Santa Barbara. Institute for Theoretical Physics: Many-body phenomena at surfaces, Orlando : Academic Press, 1984. OCLC 10404262
- Relaxation processes in micromagnetics, Oxford; New York: Oxford University Press, 2007. OCLC 191050732

## Ehrungen und Auszeichnungen
Suhl erhielt 1968 ein Guggenheim-Stipendium. 1966 wurde er in die American Academy of Arts and Sciences, 1976 in die National Academy of Sciences aufgenommen.